# Девушка с далёкой реки
«Девушка с далёкой реки» — советский чёрно-белый немой фильм режиссёра Евгения Червякова, снятый на киностудии «Совкино» в 1927 году. Вышел на экраны 15 мая 1928 года.
Другое название — «Бумажная лента».
Фильм считается утраченным в годы войны. В перечне из 102 самых значимых утраченных российских фильмов фильм занимает 1-ю строчку.

## Сюжет
Девушку Чижок вырастил дед. Он научил её грамоте и работе с телеграфом. Дед погиб, девушка осталась одна. Телеграф ежедневно в течение шести лет сообщал ей новости из большого мира. Она узнаёт о великих делах в стране. Однажды на стене сторожки появился детский рисунок с изображением «Ленина».
Ленин стал воображаемым собеседником девушки. У девушки зародилась мечта поехать в Москву и увидеть вождя. В сторожке девушка получает известия о состоянии здоровья Ленина и принимает сообщение о его смерти. Когда Чижок узнаёт о смерти Ленина, она потрясена и бежит, ища чьей-то помощи.
Девушка-телеграфистка из «медвежьего угла» осуществляет свою мечту о поездке в Москву. Там она видит роскошные рекламы и разодетых нэпманов. Девушка растеряна и разочарована.
Но внезапно улицу заполняет праздничная демонстрация комсомольцев. Чижок выступает с трибуны на фоне Кремля. Ей аплодирует вся площадь.
Разочарование девушки сменяется горячим энтузиазмом. Возвратившись в свой край на берегу далёкой реки, она видит начало большого строительства. Она понимает, что её труд является частью большого общего дела.
В конце фильма показан поезд, идущий по тоннелю, вырубленному в горах. На паровозе впереди портрет Ленина.

Годы нэпа. Девушка-телеграфистка из «медвежьего угла» мечтала о поездке в Москву. Читая скупые точки и тире, девушка узнавала о великих делах, происходящих в стране, и всё более возрастала её неудовлетворенность своей жизнью. Наконец ей удалось осуществить заветную мечту — она приехала в Москву. Город встретил девушку холодным блеском роскошных реклам. То здесь, то там мелькают разодетые нэпманы. Девушка была на грани полной растерянности, когда улицу внезапно заполнила праздничная демонстрация комсомольцев. Разочарование сменилось горячим энтузиазмом. Вернувшись в родные места, она нашла свой край уже не таким, каким его оставила: на берегу далёкой реки началось большое строительство. Девушка-телеграфистка вновь села за свой аппарат, поняв, что её труд является частицей общего дела.
— аннотация сюжета из книги «Советские художественные фильмы: Немые фильмы (1918—1935)»
.

## В ролях
- Роза Свердлова — Чижок, внучка железнодорожного сторожа
- Владимир Ромашков — дедушка Чижок
- Пётр Кириллов — Алексей, сторож туннеля
- Михаил Гипси — охотник
- Александр Громов — оратор
- Борис Шлихтинг — нэпман
- Владимир Гребнев — эпизод
- и другие

## Критика
Кинокритик Владимир Недоброво считал, что данная картина «одна из замечательнейших лент не только советского, но и мирового кинематографа» и «она войдёт в историю кинематографа как исходная точка жанра». Он также утверждал: «Эта лента показала прежде всего, что Червяков — изобретатель, выдумщик новых жанров, искатель новых приёмов конструкции кинематографической вещи».  
Театровед Стефан Мокульский писал, что «она намечает новую веху в развитии нашей кинематографии» и «создаёт впечатление, аналогичное получаемому от восприятия лирического стихотворения». Он особо выделял, что «бессловесная речь, не сопровождающаяся ни одной надписью, но красноречиво показывающая нарастание восторга, опьянения, страстной воли к жизни, к борьбе, к творчеству, речь, эмоционально подчеркнутая параллельно смонтированными кадрами первомайских манёвров, дающими такое же динамическое нарастание», являлась «вершиной лирического напряжения фильма». 
Киновед Адриан Пиотровский отмечал, что цель картины — «пробудить непосредственный эмоциональный подъём, заразить волною лирического сочувствия». Критик писал, что для этого использованы «лирические картины» и строго ритмическое чередовании зрительных образов: «Мечты героини, развернутые в длинных сценах, где одно взволнованное лицо её в крупных планах занимает экран, фантастически искаженная картина ночной столицы, ликование пролетарского праздника, пейзажи гор, закутанных в облака, и прозрачных степных рек — на строго ритмическом чередовании этих зрительных образов построена картина». Он также утверждал, что «уже первая картина Червякова „Девушка с далёкой реки“ отмечена чертами своеобразного и новаторского стиля» и что после фильма «Червяков имеет право на то, чтобы каждая новая картина его была встречена с удвоенным вниманием».
Однако другой советский критик Константин Фельдман в своей рецензии писал: «Я думаю, что перед нами „изыск“ несколько преждевременный, как для культуры нашего кино, так и для культуры нашего зрителя на сегодняшний день». Искусствовед Борис Алперс критиковал фильм за то, что в нём «серьёзная общественная тема переведена на язык сентиментального „жестокого“ романса». 
Историк кино Николай Лебедев так оценивал фильм: «…Червяков создаёт трогательную лирическую киноповесть, быть может, несколько сентиментальную, но тёплую и жизнеутверждающую. „Девушка с далёкой реки“ была заявкой не только на новый жанр, но и на новый поэтический подход к изображению рядовых советских людей».
Кинокритик Стелла Гуревич отмечала, что фильме «не было ни технических изысков, ни острых сюжетных коллизий», а он «был построен на внутреннем эмоциональном движении». Она писала: «Тема мечты раскрывается исподволь, порой почти в элегических тонах». Гуревич указывала: «…первый же самостоятельный (и авторский) фильм Червякова „Девушка с далёкой реки“ поразил критику не только почти полным отсутствием диалогов в титрах, но и наличием длинной беститровой речи, приданной главной героине».
Киновед Николай Ефимов писал, что картина «оставляла громадное эмоциональное впечатление». Он утверждал: «Картина … была в те времена уникальна. Едва ли можно было найти её предшественников в мировом киноискусстве». Он также писал: «Мы видели яркое, возбуждающее зрелище. Здесь было больше экспрессионизма, чем поэзии».
Кинокритик Ростислав Юренев писал о кинокартине: «В чём были ее признаваемые всеми оригинальность, самобытность? Все критики — от безвестных газетных рецензентов до учёного театроведа С. С. Мокульского и тончайшего знатока античности и мудрого руководителя кинопроизводства Адриана Пиотровского — единодушно отвечали: взволнованным лиризмом, искренней эмоциональностью, подлинной поэтичностью. Критики заговорили об открытии нового жанра — кинопоэмы…». Он утверждал: «Кто знает, сохранись „Девушка с далёкой реки“, Червякова сейчас возвели бы в сан первооткрывателя авторского кинематографа».
Критик Яков Бутовский называл снятый в жанре «лирической кинопоэмы» фильм главным в творчестве Червякова и высоко оценивал вклад оператора Беляева, который «показал себя зрелым и своеобразным мастером».
Кинокритик Пётр Багров отмечал «оглушительный эффект „Девушки с далёкой реки“» и рассматривал её как одну из трёх важнейших работ режиссёра Червякова, наряду с фильмами «Мой сын» и «Золотой клюв».
В книге киноведа Ирины Гращенковой указывается: «Весь фильм исполнен оптимизма, глубокая лирическая интонация смягчала социальный пафос, таких непосредственных, задушевных контактов с героиней не достигал, пожалуй, ни один режиссёр … Роза Свердлова, обаятельная, органичная, живая, стала
центром удивительного лирического мира фильма».